# معتمدية الوسلاتية
معتمدية الوسلاتية إحدى معتمديات الجمهورية التونسية، تابعة لولاية القيروان.
تقع الوسلاتية شمال غرب القيروان تحدها ولاية سليانة غربا وزغوان شمالا